# Leucanopsis martona
Leucanopsis martona är en fjärilsart som beskrevs av William Schaus 1941. Leucanopsis martona ingår i släktet Leucanopsis och familjen björnspinnare. Inga underarter finns listade i Catalogue of Life.